# Rachel Corrie
Rachel Corrie (Olympia, 10 aprile 1979 – Rafah, 16 marzo 2003) è stata un'attivista statunitense.
Era un membro dell'International Solidarity Movement (ISM) e, come tale, aveva deciso di andare a Rafah, nella striscia di Gaza, come attivista per i diritti umani, durante l'Intifada di Al Aqsa. Fu uccisa, schiacciata, da un bulldozer corazzato dell’esercito israeliano mentre protestava contro l'occupazione israeliana, nel tentativo di impedirgli di distruggere alcune case palestinesi.

## Biografia

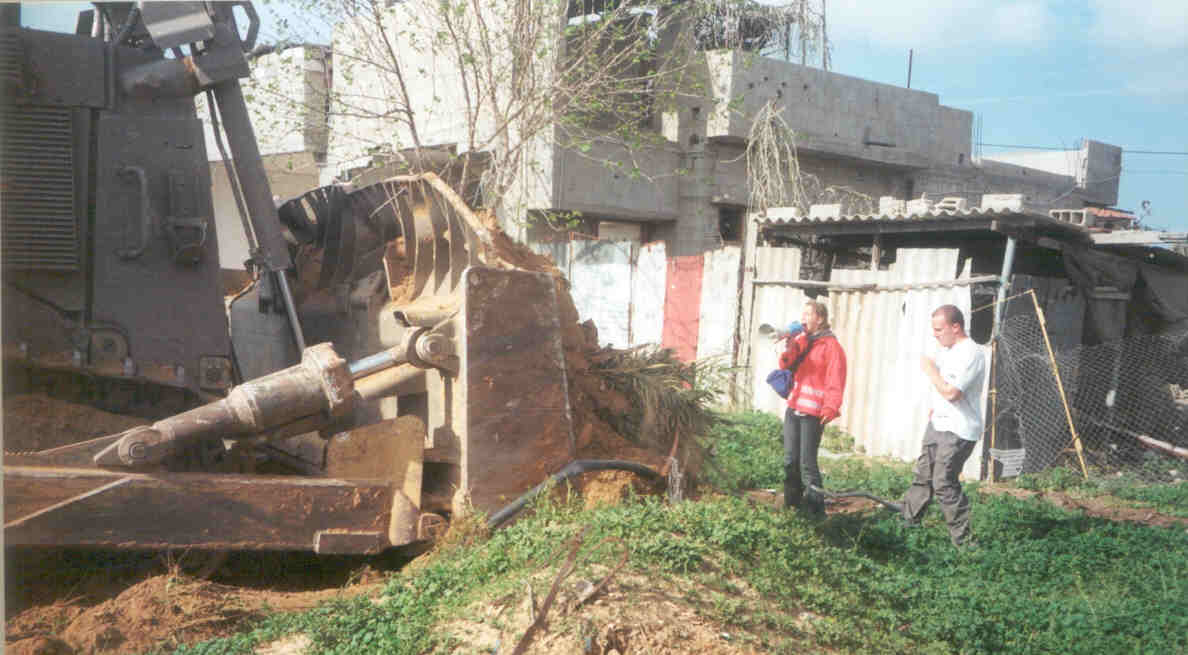
Rachel Corrie tra un bulldozer corazzato e una casa palestinese

Rachel viveva ad Olympia, nello Stato di Washington, dove aveva frequentato la "Capitol High School" e, in seguito l'"Evergreen State College", dove studiava arte e relazioni internazionali. Era molto conosciuta nel locale movimento per la pace e lavorava attivamente per il Movimento per la Pace e la Giustizia nella sua città. Durante l'ultimo anno di college, fece richiesta di un permesso per recarsi in Palestina e partecipare attivamente alla resistenza nei confronti dell'esercito israeliano, come membro dell'ISM della sua città.

### L'arrivo a Gaza
Rachel partì dagli Stati Uniti il 18 gennaio 2003, per recarsi nella striscia di Gaza. Dopo il suo arrivo, frequentò per due giorni un corso di addestramento in filosofia e tecniche di resistenza non-violenta, prima di unirsi agli altri attivisti dell'ISM, per partecipare ad azioni dirette. Nei mesi di febbraio e marzo partecipò a diverse azioni:
- Un finto processo al presidente degli Stati Uniti, George W. Bush, per i crimini commessi nei confronti della gente di Gaza;
- Una dimostrazione, parte della protesta globale del 15 febbraio contro la guerra in Iraq, durante la quale bruciò una bandiera di carta degli Stati Uniti, dopo che si era rifiutata di bruciare una bandiera israeliana;
- L'occupazione delle aree circostanti i pozzi d'acqua locali. L'ISM afferma che queste operazioni come "scudi umani" sono dirette a proteggere i pozzi ed i lavoratori palestinesi dall'esercito israeliano.

Rachel, oltre a partecipare attivamente, si definiva un "osservatore dei diritti umani", per quanto riguardava le azioni dei militari israeliani nell'area. Documentò la distruzione di 25 serre e lo smantellamento della strada per la città di Gaza. Riuscì anche a documentare la sparatoria contro gli operai dell'acquedotto municipale di Rafah che cercavano di ricostruire i pozzi Canada ed El Iskan, pozzi che erano stati distrutti dai bulldozer dei militari israeliani il 30 gennaio. Durante la sua permanenza comunicava tramite e-mail con "Danny", un sergente riservista dell'esercito israeliano, che la incoraggiava a "documentare più che poteva, senza abbellire ed edulcorare con la scrittura creativa".
Trascorse anche molto tempo a parlare con i palestinesi del posto. Fu ospitata a dormire molte volte, in diverse famiglie, a Rafah. In alcune e-mail a sua madre raccontava anche di altre sue attività, dei "Gummi Bears" doppiati in arabo alla TV, di come aiutava un ragazzino palestinese con i compiti di inglese. Era anche coinvolta in un progetto di corrispondenza tra bambini della striscia di Gaza e degli Stati Uniti. Le sarebbe piaciuto che Rafah ed Olympia venissero un giorno gemellate.

### La morte, a Rafah

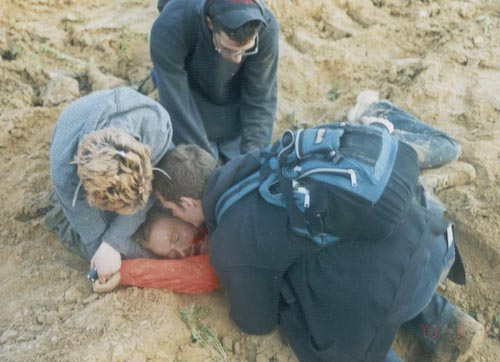
Rachel Corrie schiacciata dall'escavatore

Il 16 marzo 2003, Rachel, insieme ad altri sei attivisti dell'ISM (tre britannici e altri tre statunitensi) stava cercando di impedire le operazioni di demolizione a Rafah, in base alle quali dei bulldozer corazzati venivano usati per spianare gli edifici e la vegetazione vicino al confine, lungo la strada tra Gaza e l'Egitto. Secondo l'esercito israeliano le demolizioni dovevano servire a portare alla luce ordigni esplosivi e a distruggere i tunnel dei contrabbandieri. In altre occasioni sono state demolite le case degli attentatori suicidi, al fine di disincentivare le attività terroristiche.
Quel giorno in particolare, due bulldozer, appoggiati da un veicolo da combattimento Nagmachon (CEV), stavano estirpando sterpaglie (secondo le autorità israeliane) o demolendo case (secondo i dimostranti). Rachel indossava un giubbetto fluorescente, rosso. Sebbene ore prima avesse usato un megafono, non lo stava usando al momento in cui fu investita. Rachel stava di fronte alla casa di un amico, Samir Masri (alcuni dicono il suo nome fosse Samir Nasrallah), un medico palestinese.
Prima dell'incidente, quel giorno, per circa due ore, il gruppo aveva cercato di ostacolare i due bulldozer. Questi tentativi consistevano nel posizionarsi fisicamente sulla loro traiettoria e nel gridare ai manovratori delle macchine con il megafono. Circa un'ora prima dell'incidente fatale, i militari avevano sparato dei gas lacrimogeni di avvertimento per disperdere i dimostranti dell'ISM, che poi si raggrupparono di nuovo.
Quando i bulldozer avanzano, spingono e accatastano un mucchio di terra di fronte a loro. Una tecnica standard di boicottaggio da parte dell'ISM è quella di far sì che un dimostrante salga in cima al mucchio e si ponga così al di sopra del livello della lama del bulldozer, facendosi vedere chiaramente dall'operatore della macchina. A volte gli operatori si fermano o cambiano direzione, a volte sono i dimostranti a buttarsi giù dal cumulo di terra e a farsi da parte.
Secondo i testimoni oculari, Rachel aveva seguito questa tecnica; prima si era seduta o inginocchiata, poi si era alzata in piedi, in cima al cumulo di detriti, di fronte al bulldozer. È rimasta così per un po', guardando l'operatore. A un certo punto, Rachel cadde dal cumulo, forse era scivolata e non è riuscita più a rialzarsi. Il bulldozer è avanzato e la lama l'ha colpita e le è passata sopra. I testimoni dicono che dopo averla coperta di terra, il bulldozer abbia fatto marcia indietro e le sia così passato sopra una seconda volta. Secondo la versione ufficiale dell'esercito israeliano l'autista della ruspa non l'avrebbe vista a causa del suo essere scivolata fuori della sua visuale. Tom Dale, un testimone oculare, ha aggiunto: «Il bulldozer avanzava lentamente. Quando lei è scivolata tutti noi siamo corsi verso il bulldozer perché si fermasse, ma chi guidava ha proseguito».

### La versione israeliana
Un mese dopo, verso la metà di aprile, una versione ufficiale dell'esercito israeliano scagionerà completamente il proprio operatore, individuando la responsabilità dell'accaduto nel comportamento "illegale, irresponsabile e pericoloso" dei dimostranti.
Una lettera inviata dall'Ufficio Stampa dell'Ambasciata d'Israele presso la Santa Sede specifica:
«Durante un'operazione di bonifica di un'area in cui erano nascosti congegni esplosivi, che i terroristi erano intenzionati ad utilizzare contro soldati e civili israeliani, un gruppo di membri dell'Ism è entrato nella zona delle operazioni cercando di bloccarle. I soldati israeliani hanno tentato di allontanare i dimostranti e nello stesso tempo hanno spostato il luogo delle operazioni per evitare incidenti».
«I manifestanti sono riusciti a mantenersi sempre in vicinanza ai luoghi dei lavori. Si precisa che questi avvenimenti si sono svolti al confine tra Israele ed Egitto, in un'area sotto il controllo israeliano, come stabilito dall'accordo di pace firmato dai due Paesi. Verso le 17 Rachel Corrie si trovava nascosta da un mucchio di terra, formato dal lavoro delle ruspe, alla vista del conducente, che ignaro ha proseguito nello svolgimento della sua attività. La giovane è quindi stata accidentalmente investita da un oggetto contundente».
«È stato chiesto immediatamente il soccorso di un'unità medica dell'esercito che si trovava nelle vicinanze, ma quando sono arrivati gli aiuti i compagni della ragazza avevano già provveduto a trasportarla nei Territori Palestinesi. Per far luce sui fatti di quel giorno, è stata condotta un'accurata indagine dai vertici dell'esercito. Il risultato delle investigazioni è stato che Rachel Corrie non è stata investita da un veicolo, ma piuttosto è stata travolta da un oggetto molto pesante, probabilmente una lastra di cemento, caduto per un cedimento del terreno causato dai lavori. Siamo davanti, quindi, ad un incidente che non ha avuto nulla d'intenzionale».
Le fotografie scattate dai compagni di Rachel Corrie smentiscono questa ricostruzione. Il corpo di Rachel era schiacciato nel fango e non c'erano lastre di cemento o altro. Rachel Corrie è stata investita e uccisa dal bulldozer mentre compiva un'azione di resistenza pacifica alla distruzione di abitazioni palestinesi.

### Il processo
Il giudice della corte di Haifa, Oded Gershon, ha sentenziato che non ci sono stati errori nell'indagine: la versione ufficiale è che il conducente del bulldozer non vide la giovane donna. Corrie sarebbe dovuta restare lontana dalla zona pericolosa, ma non «come ogni persona di buonsenso», «si mise da sola in una situazione pericolosa» e la sua morte fu «il risultato di un incidente che lei stessa aveva attirato su di sé». Perciò non verranno dati rimborsi alla famiglia.

## Nella cultura di massa
- Nel 2004 la Casa del vento pubblica l'album Al di là degli alberi; in questo album è contenuta la traccia cantata insieme a Elisa, intitolata Rachel And The Storm.
- La band romana Klimt 1918 le ha dedicato Rachel, quarta traccia del loro secondo album, Dopoguerra.
- Nell'album del 2004 Resistenza e amore, del cantautore Alessio Lega, la canzone Rachel Corrie è dedicata alla vicenda dell'attivista americana.
- Nel 2006 il cantautore Salvatore Passaro, in arte Erz, le ha dedicato il brano Salvador, singolo che ha preceduto l'album Au bout du monde.
- Nel 2005 l'attore e regista britannico Alan Rickman dirige My Name Is Rachel Corrie al Royal Court Theatre di Londra vincendo il Theatre Goers' Choice Awards come miglior regia.
- Il cantautore Billy Bragg dedica a Rachel la canzone The lonesome death of Rachel Corrie, inserita nel suo album Fight songs del 2011.
- La canzone di Roger Waters The most beautiful girl, contenuta all'interno dell'album Is this the life we really want? del 2017, contiene evidenti riferimenti a Rachel Corrie.